# 岩本節治
岩本 節治（いわもと せつじ、1911年（明治44年）1月17日 - 2002年（平成14年）5月5日）は、日本の実業家、政治家。長野県諏訪市長。

## 来歴
長野県諏訪郡湖南村（現諏訪市）で、岩本久吉、まき の六男として生まれた。湖南小学校卒業後、1934年（昭和7年）製材所に勤務し、1941年（昭和16年）諏訪木材に転じた。1944年（昭和19年）応召。戦後、諏訪木材に復帰。1948年（昭和23年）独立して木材業をはじめ、1950年（昭和25年）湖南木工社長となる。1955年（昭和30年）諏訪市議会議員となり連続2期在任した。
1963年（同38年）5月、諏訪市長選挙に当選し、1983年（昭和58年）1月まで5期務めた。在任中は松本・諏訪新産業都市指定による工業開発や企業誘致、それに伴う公共投資に尽力した。その他、長野県ヨット連盟会長、県市長会長、全国市長会理事など歴任した。

## 栄典
- 1970年（昭和45年）紺綬褒章[1][2]